# Maciej Luniak
Maciej Luniak (ur. 24 lutego 1936 w Warszawie) – polski zoolog i ekolog, specjalizujący się w ornitologii i badaniach nad przyrodą miasta, emerytowany profesor w Instytucie Zoologii Polskiej Akademii Nauk. Autor i współautor licznych publikacji, w tym monografii poświęconych przyrodzie Warszawy. Popularyzator wiedzy przyrodniczej.

## Życiorys

### Rodzina i dzieciństwo
Urodził się w 1936 w Warszawie jako pierwszy syn Ryszarda Luniaka i Heleny. Jego dziadkiem był Karol Luniak, który pochodził z łódzkiej rodziny trudniącej się przez kilka pokoleń tkactwem. W 1914 roku przeniósł się do Warszawy gdzie kupił kamienicę oraz ziemię pod budowę na Mokotowie. W kolejnych latach nastąpił szybki rozwój i urbanizacja tej części miasta, dzięki czemu wartość jego majątku wzrosła. Syn Karola, Ryszard, w czasie I wojny światowej służył w wojsku, a po wojnie włączył się w działalność swojego ojca, czyli budowanie i zarządzenie kamienicami. W 1934 wziął ślub z Heleną Barycką, z którą doczekał się dwóch synów: Macieja oraz Sławomira.
W okresie przed II wojną światową i przez większą część wojny rodzina Luniaków mieszkała na ulicy Puławskiej. Po wybuchu Powstania Warszawskiego przeniosła się do Górek koło Mogielnicy, a po wojnie wiosną 1945 zamieszkała na Służewie. W wyniku dekretu Bieruta wszystkie warszawskie nieruchomości należące do rodziny przeszły na własność państwa. Kilka lat później rodzina przeniosła się do swojej jedynej już posiadłości w Świdrze, między innymi ze względu na zapadnięcie ojca rodziny na gruźlicę.

### Edukacja
W latach 1949–1953 uczęszczał do Liceum Ogólnokształcącego w Otwocku. W tym czasie rozpoczęło się jego zainteresowanie ornitologią. W 1953 roku rozpoczął studia na Wydziale Biologii Uniwersytetu Warszawskiego, gdzie otrzymał tytuł magistra w 1958 roku.

### Praca
W latach 1959–1960 pracował w Pracowni Szczurów w Laboratorium Dezynfekcji, Dezynsekcji i Deratyzacji Ministerstwa Zdrowia. W 1960 roku rozpoczął pracę w Instytucie Zoologii PAN, w którym pracował aż do przejścia na emeryturę w 2004 roku. W 1968 roku uzyskał stopień doktora nauk biologicznych, 1978 roku uzyskał habilitację. W 1992 roku otrzymał tytuł profesora nauk biologicznych. W latach 1982–1991 zajmował stanowisko zastępcy do spraw naukowych dyrektora Instytutu, w latach 1996–2002 kierował Pracownią Ornitologii. Ponadto w latach 1991–2014 był członkiem Rady Naukowej Instytutu, a w latach 1995–2003 redaktorem naczelnym Acta Ornithologica – czasopisma wydawanego przez Instytut Zoologii PAN. Od 2004 roku jest emerytowanym profesorem i współpracownikiem Instytutu.

## Badania
Głównym tematem jego zainteresowań badawczych jest awifauna miasta. Kierował dwoma inwentaryzacjami awifauny Warszawy (w latach 1964 i 2001). Ich wynikiem były dwie monografie, a także szereg publikacji naukowych i popularno-naukowych. Był kierownikiem reintrodukcji sokoła wędrownego w Warszawie prowadzonej w latach 1995–1999, zakończonej sukcesem. Prowadził badania nad synurbizacją ptaków i ssaków, w tym sunurbizacją kosa, a także nad formowaniem się awifauny w różnych stadiach powstawania i zagospodarowywania osiedli mieszkaniowych w Warszawie. Prowadził badania nad wpływem renowacji warszawskich parków miejskich na ich awifaunę lęgową. Koordynował pracą zespołu badającego przyrodę Parku Skaryszewskiego. Badał również awifaunę południowej części środkowego brzegu Wisły oraz awifaunę Wysoczyzny Siedleckiej.

## Działalność

### Ochrona przyrody
Autor licznych ekspertyz i uczestnik konsultacji w zakresie ochrony przyrody miasta, w tym Lasu Bielańskiego, Parku Skaryszewskiego oraz warszawskiego odcinka Wisły. Popularyzował zastosowanie skrzynek lęgowych w kształtowaniu awifauny miejskiej oraz angażował się w ochronę ptaków gniazdujących w budynkach. Poprzez liczne dokumentacje ornitologiczne i inne działania przyczynił się do objęcia Lasu Bielańskiego ochroną rezerwatową.

### Popularyzacja nauki
Autor i współautor ponad 200 publikacji popularnonaukowych, w tym m.in. książek Przyroda Bielan Warszawskich (2010) oraz O ptakach Warszawy (1974). W latach 1975–1980 prowadził rubrykę ornitologiczną w harcerskiej gazecie Świat Młodych. Współorganizator amatorskiego ruchu ornitologicznego w Warszawie, gdzie przez ponad 30 lat kierował Kołem Warszawskiej Sekcji Ornitologicznej Polskiego Towarzystwa Zoologicznego.

## Wybrane publikacje książkowe
- Bolesław Jabłoński, Ewa Kucińska i Maciej Luniak Poradnik ochrony ptaków, ZG LOP, Warszawa 1979, ISBN 83-00-00871-3
- Maciej Luniak, Paweł Kozłowski, Wiesław Nowicki, Joanna Plit. Ptaki Warszawy: 1962-2000. IGiPZ PAN, Warszawa 2001. Dostęp do książki w repozytorium RCIN: Link
- Maciej Luniak. Dzikie życie w parkach miejskich - jak mu sprzyjać. Euro Pilot, Warszawa 2019. Dostęp do publikacji na stronie Zarządu Zieleni w Warszawie Link
- Maciej Luniak. Przed odlotem. O sobie i przyrodzie miasta. Multico, Warszawa 2023
- Maciej Luniak, pod jego redakcją naukową Przyroda Bielan warszawskich Muzeum i Instytut Zoologii Polskiej Akademii Nauk, Warszawa 2010 i 2013
- Maciej Luniak, Ptaki Warszawy 1962-2000

Instytut Geografii i Przedstrzennego Zagospodarowania PAN, Warszawa 2001.